# Ebala micalii
Ebala micalii is een slakkensoort uit de familie van de Murchisonellidae. De wetenschappelijke naam van de soort is voor het eerst geldig gepubliceerd in 2001 door Peñas & Rolán.